# Mosfell (berg i Island, Norðurland vestra)
Mosfell är ett berg i republiken Island. Det ligger i regionen Norðurland vestra, 200 km nordost om huvudstaden Reykjavík. Toppen på Mosfell är 578 meter över havet.
Trakten runt Mosfell är nära nog obefolkad, med mindre än två invånare per kvadratkilometer. Närmaste större samhälle är Sauðárkrókur, nära Mosfell. Trakten runt Mosfell består i huvudsak av gräsmarker.